# 正義 (亞美尼亞)
正義是一個选举联盟，由亞美尼亞的九個不同政黨組成。

## 歷史
正義聯盟由亞美尼亞人民黨領導人斯捷潘·德米爾奇安於2003年成立。 
在2003年亞美尼亞議會選舉之前，正義聯盟列出了136名候選人參加此次選舉。來自其他小黨派的一些候選人也被列入名單，他們隸屬於聯盟，但不是聯盟的正式成員。2003年亞美尼亞議會選舉後，正義聯盟獲得了13.6%的選票和131個席位中的14個席位。這個結果使正義聯盟成為亞美尼亞國民議會中的第二大黨，並獲得了第二多的選票。
亞美尼亞人民黨經常將自己視為正義聯盟中的領導黨，但其他成員黨派對此表示異議。
由於正義聯盟成員內部分歧，該聯盟在2007年亞美尼亞議會選舉前解散。一些原屬於正義聯盟的政黨在2007年亞美尼亞議會選舉中選擇獨立參選。

## 意識形態
由於正義聯盟由多個政黨組成，因此每個政黨都支持不同的意識形態。 